# Ove-Naxx
Ove-Naxx (bürgerlicher Name: Isao Sano) ist ein japanischer Breakcore-Musiker aus Osaka, Japan.

## Leben und Karriere
Er begann seine Karriere als Musiker in den 1990er Jahren als Straßenmusiker in verschiedenen Städten Japans.
Seine Musik zeichnet sich, typisch für Breakcore-Musiker, durch einen Crossover verschiedenster Musikstile – in seinem Fall vor allem Death Metal, Latin Pop, J-Pop und Dancehall – und schnelle Breakbeats aus. Das Samplen von Tierstimmen  ist ebenso kennzeichnend für seinen Stil.
Derzeit ist er bei AD AAD AT unter Vertrag, zusammen mit dem japanischen Musiker DJ Scotch Egg, für den er auch einige Remixe produzierte.
Ab dem Musikalbum Ovekeyashiki (ein Wortspiel mit dem japanischen Wort "Obakeyashiki", was "Spukhaus" bedeutet) veröffentlicht er jedoch hauptsächlich über sein eigenes Label Accelmuzhik. Seit Ovekeyashiki lässt er auch cartoon-artige Zirkusmusik in seinen Stil einfließen und steuert seine eigenen Vocals bei. Zudem arbeitet er seitdem häufig mit Passenger of Shit und Doddodo bei Live-Auftritten zusammen.

## Diskografie
- Ovnx Shoot Accel Core (CD)
- Bullets from Habikino City HxCx (12")
- Bullets from Habikino City HxCx (CD5")
- Donna Summer vs. Ove Naxx (LP)
- Donna Summer vs. Ove Naxx (CD)
- Massive Swingin' MPC2000 (10")
- Ove-Chan Dancehall (10")
- Ovekeyashiki (CD, nur in Japan)
- Oveke Dub EP (12")